# Изабел Гулар
Изабел Гулар (порт. Izabel Goulart) бразилска је манекенка и фото-модел, рођена 23. октобра 1984. у Сао Паулу (Бразил).
Позната је по раду са компанијом доњег веша Викторијас сикрет, где ради од 2005.
Откривена је док је са мајком куповала намирнице у супермаркету.
Године 2011. године позирала је за специјално издање часописа Спортс илустрејтед посвећено моделима купаћих костима.
Њен брат болује од дијабетеса па даје новац у добротворне сврхе, како би било довољно инсулина за све оболеле у Бразилу.
Такође је амбасадор ДРИ на универзитету у Мајамију.